# Baetis magnus
Baetis magnus är en dagsländeart som beskrevs av Mccafferty och Waltz 1986. Baetis magnus ingår i släktet Baetis och familjen ådagsländor. Inga underarter finns listade i Catalogue of Life.